# Arsamosate
Arsamosate ou Aršamašat (en arménien Արշամշատ), ou encore Chimchât, est une ancienne ville du royaume arménien antique de Sophène.

## Situation
Située sur la rive sud du Haut-Euphrate, son emplacement exact n'est pas connu, et différents sites ont été proposés : Haraba (60 km à l'est d'Elâzığ), Kharpout, etc.

## Histoire
Elle est fondée par le roi Arsamès de Sophène (vers 220 av. J.-C.). À une période, elle a vraisemblablement servi de capitale au royaume. Au printemps 212 av. J.-C., le roi Xerxès y est assiégé par le Séleucide Antiochos III.
Au Moyen Âge, elle passe à plusieurs reprises entre les mains des Byzantins et des Arabes.
Elle est abandonnée au XIIIe siècle.